# Eskiyürük, Serik
Eskiyürük là một xã thuộc huyện Serik, tỉnh Antalya, Thổ Nhĩ Kỳ. Dân số thời điểm năm 2011 là 629 người.